# 阿尔本·W·巴克利
阿尔本·威廉·巴克利（Alben William Barkley，1877年12月24日—1956年4月30日），美国律師、政治家。
曾任四屆美國肯塔基州聯邦參議員，在1948年总统选举中作为哈里·S·杜鲁门的搭档参选并获胜利，1949年至1953年間出任第35任美国副总统。
| 前任： 哈利·S·杜魯門 | 美國副總統 1949年－1953年 | 繼任： 理查·尼克森 |